# Le Castelet
Le Castelet is een gemeente in het Franse departement Calvados (regio Normandië). De plaats maakt deel uit van het arrondissement Caen. Le Castelet is op 1 januari 2019 ontstaan door de fusie van de gemeenten Garcelles-Secqueville en Saint-Aignan-de-Cramesnil. Le Castelet telde op 1 januari 2022 1.829 inwoners.

## Geografie
De oppervlakte van Le Castelet bedroeg op 1 januari 2022 12,55 vierkante kilometer; de bevolkingsdichtheid was toen 145,7 inwoners per km².

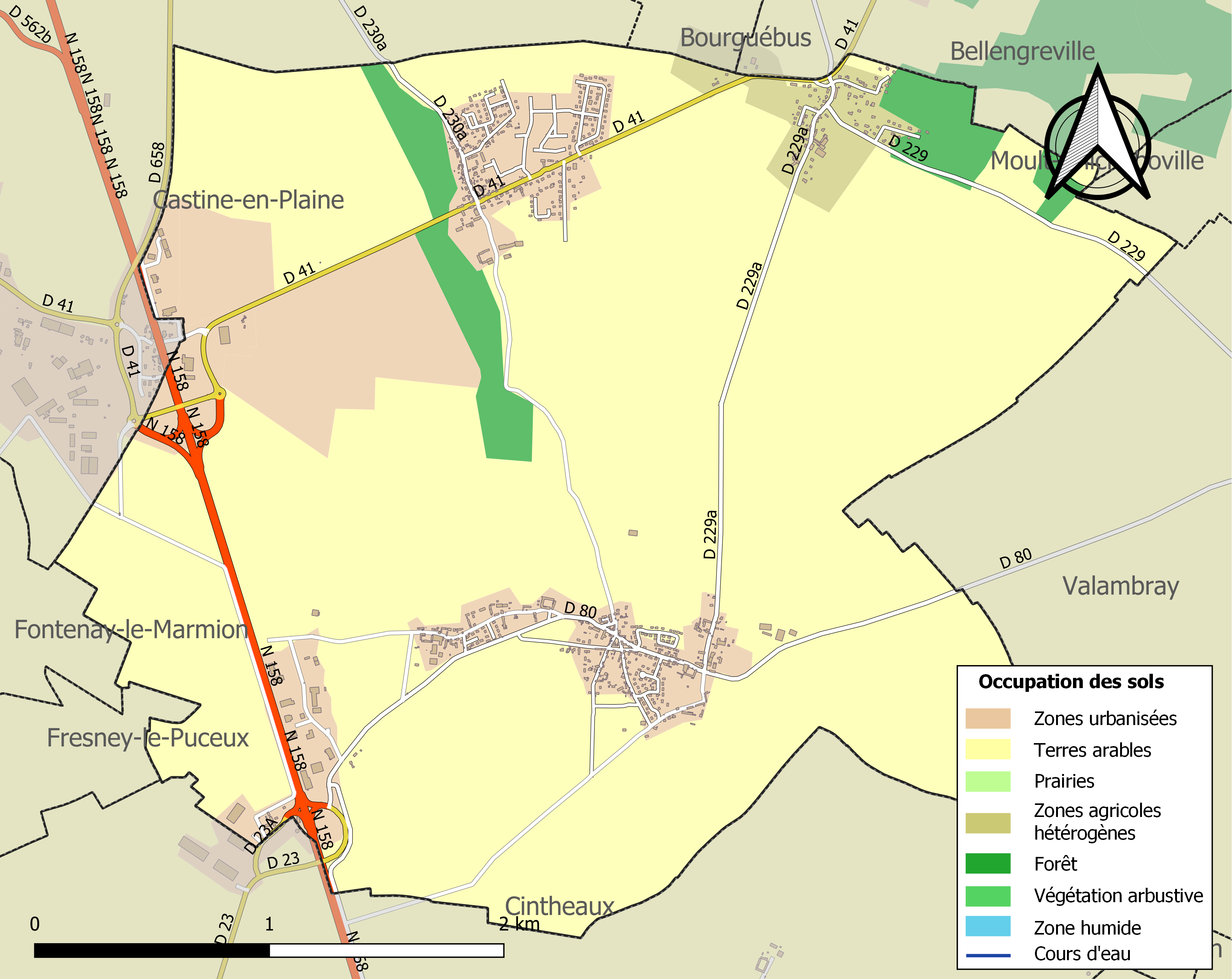
Kaart van de gemeente met de belangrijkste infrastructuur, bodemgebruik en omliggende gemeenten